# Illum Adora
Illum Adora är en tysk black metal-grupp, bildad 2011. Gruppens låtar behandlar ämnen som satanism och ockultism. Illum Adora har kontrakt med skivbolaget Folter Records, grundat 1991.

## Medlemmar
- Hurricane Hellfukker – gitarr, sång (2011–)
- Mortüüm – trummor (2017–)

### Tidigare medlemmar
- Profanator – gitarr (2015–2017)
- M. Marax – trummor (2016–2017)

### Livemusiker
- Abominvs – basgitarr (2021–)
- Kommando Werewolf – gitarr (2021–)
- Nazxül – gitarr (2021–)

## Diskografi
Studioalbum
- ...of Serpentine Forces (2019)
- Ophidian Kult (2021)

Övrigt
- Begotten (2015; demo)
- Unchained from Slavery (2016; demo)
- Son of Dawn (2016; EP)
- Remnants of a Flaming Past (2017; split med Morte Incandescente)
- First Hideous Blasphemies (2017; livealbum)
- Infernum Et Necromantium (2020; EP)
- Screaming from a Chamber 1 (2022; split med Sphinx)
- Miasma of a Damned Soul (2022; EP)